# Mein Onkel
Mein Onkel (Originaltitel: Mon oncle) ist eine französische Filmkomödie von Jacques Tati aus dem Jahr 1958.  Tati verkörpert in dieser Satire, die die sterile und automatisierte moderne Welt karikiert, nach Die Ferien des Monsieur Hulot zum zweiten Mal den tollpatschigen Außenseiter Hulot. Mein Onkel wurde zu Tatis größtem Erfolg; der Film gewann 1958 den Sonderpreis der Jury bei den Internationalen Filmfestspielen von Cannes und ein Jahr später den Oscar für den besten fremdsprachigen Film.
Erstaufführung in der Bundesrepublik Deutschland war am 23. Juni 1959, in der Deutschen Demokratischen Republik am 23. Februar 1962.

## Handlung
Der neunjährige Junge Gérard lebt mit seinen Eltern in einem modernen Haus in einem Neubaugebiet, was für ihn ziemlich langweilig ist. Sein Vater ist Generaldirektor einer Kunststofffabrik, seine Mutter kümmert sich hingebungsvoll um den automatisierten, klinisch reinen Haushalt, der allerdings auch für seine Bewohner einige Tücken hat. So werden die Eltern, nachdem der Dackel mit seinem wedelnden Schwanz durch die Lichtschranke für das Garagentor läuft, mitsamt Auto in der Garage eingesperrt oder der eine bemerkt nicht, dass der andere ihn anspricht, weil der selbstfahrende Staubsauger so laut ist.
Gérards bester Freund ist sein Onkel, Monsieur Hulot. Der Junggeselle wohnt in einem verschachtelten Haus in einem alten Stadtviertel. Hulot holt Gérard regelmäßig von der Schule ab und bringt ihn zu einer Gruppe gleichaltriger Jungen. Sie spielen auf der Straße und veranstalten Streiche. Einer geht so: Passanten werden durch einen Pfiff im rechten Moment zum Kopfdrehen verleitet, so dass sie mit einer Straßenlaterne zusammenstoßen. Nach diesen Ausflügen mit seinem Onkel ist Gérard bisweilen so verschmutzt, dass ihn seine Mutter beim Empfang in ihrer sterilen Wohnung nur mit Gummihandschuhen anfasst und ihn noch in der Kleidung unmittelbar unter die Dusche stellt.
Gérards Vater kritisiert den „schlechten Einfluss“, den Hulot auf Gérard ausübe. Auch seine Frau sorgt sich um ihren Bruder. Sie will ihn mit ihrer Nachbarin verkuppeln und organisiert daher eine Party in ihrem Garten. Hulot, der mit der Technik auf Kriegsfuß steht und z. B. den modernen Zigarettenanzünder des Autos wie ein Streichholz nach dem Anzünden arglos aus dem Autofenster wirft, verursacht prompt ein Chaos und sprengt die Party. Auch der Versuch, Hulot einen Job in Monsieur Arpels Firma zu geben, schlägt fehl; durch seine Unachtsamkeit produziert die Maschine statt eines Gummischlauchs ein wurstartiges Gebilde.
Als sie an ihrem Hochzeitstag nachts nach Hause kommen und Hulot in ihrem Wohnzimmer auf dem Sofa, das er dafür extra umgekippt hat, schlafend vorfinden, beschließt Monsieur Arpel, ihn endgültig loszuwerden. Er schickt Hulot als Vertreter der Firma nach Nordafrika. Am nächsten Tag begleiten Gérard und sein Vater Hulot zum Flughafen, wo sich Gérard von seinem Onkel verabschieden soll. Am Ende versöhnen sich Vater und Sohn, als der Vater nach Hulot pfeift und ein Passant vom Pfeifen abgelenkt auf dem Parkplatz gegen eine Laterne läuft – der bei den Kindern beliebte Laternen-Streich.

## Entstehungsgeschichte

Villa Arpel

Nach dem großen künstlerischen und finanziellen Erfolg von Die Ferien des Monsieur Hulot dauerte es fünf Jahre, bis Jacques Tati seinen dritten Spielfilm beendet hatte. Die finanzielle Unabhängigkeit erlaubte es ihm, Mein Onkel selbst zu produzieren. Neuer Partner bei der Verfassung des Drehbuchs wurde Jacques Lagrange, der vor allem für die Storyboard-Zeichnungen verantwortlich war. Mit ihm gelang es Tati, ein ausgeklügeltes visuelles Konzept zu entwickeln, in dem die alte Welt, repräsentiert durch das Stadtviertel, in dem Hulot lebt, und die moderne Welt, repräsentiert durch das Haus der Arpels, aufeinandertreffen. Mein Onkel weist deutlich mehr visuelle Gags auf als Tatis frühere Filme. So werden die runden Fenster im Haus der Arpels nachts zu Augen, die Hulots Kampf mit dem Gartentor kritisch beobachten. Wie schon in Die Ferien des Monsieur Hulot setzt Tati Geräusche für komische Effekte ein. Mein Onkel ist aber im Vergleich zu seinen anderen Filmen sehr dialoglastig, Äußerungen von Hulot sind aber nicht zu verstehen. Auch die Handlung des Films hat einen höheren Stellenwert als bei ihm üblich.
Die Aufnahmen des alten Stadtviertels entstanden im südöstlich von Paris gelegenen Saint-Maur-des-Fossés. Einige Bewohner der Gemeinde treten auch in Szenen des Films auf. Das Haus der Arpels wurde in einem Filmstudio in Nizza nach Plänen von Lagrange errichtet. Mein Onkel war Tatis erster veröffentlichter Farbfilm und zeigt eine von Tati mit dem Kameramann Jean Bourgoin entwickelte Farbdramaturgie; schrille Farben für das moderne Stadtviertel und erdige, warme Farbtöne für Hulots Viertel. Wie üblich waren die meisten Rollen in Mein Onkel mit Laiendarstellern besetzt, von denen sich Tati eine größere Authentizität erhoffte.
Tati zielte von Anfang an auf eine internationale Vermarktung von Mein Onkel ab. So entstand parallel zur französischen Fassung eine englischsprachige Version My Uncle, die um zehn Minuten kürzer ausfiel. Diese Version enthielt nicht weniger Szenen als das Original, es wurden lediglich sämtliche Einstellungen leicht verkürzt. Die alternative Fassung wurde aber schnell vom Markt genommen und geriet in Vergessenheit, bis die Originalnegative 2004 wiederentdeckt und restauriert wurden. Der westdeutschen Synchronfassung liegt die Kurzversion zugrunde (deshalb ist der Film auf DVD nur im untertitelten Original zu sehen), während man in der DDR die französische Originalfassung synchronisierte.

## Kritiken
Lexikon des internationalen Films: „Mit augenzwinkernder Ironie erzählte Satire, die dem kalten Komfort des materialistischen Lebens mit zärtlichem Humor und schmunzelnder Lebensweisheit begegnet. Monsieur Hulot, der lebensklug-weltfremde Held, nimmt sich in der Stadt seines kleinen Neffen an, dessen Eltern Hulots perfekte Antithese sind: reiche, modernistische Snobs, Roboter des technisierten Zeitalters. Die Hauptperson dieser Komödie spielt Tati selbst; eine träumerische Persönlichkeit mit einer Silhouette, die ihre Unfähigkeit markiert, sich einem Dasein ohne Wärme anzupassen.“

## Rezeption derVilla Arpelin Architekturausstellungen
Unter dem Gesichtspunkt der Architekturkritik an der Moderne befassten sich Architekturausstellungen mit der vom Maler Jacques Lagrange entworfenen Filmarchitektur der Villa Arpel, so 2004 eine Ausstellung im Architekturmuseum der Pinakothek der Moderne in München und 2014 eine Ausstellung im Französischen Pavillon der Architekturbiennale in Venedig.

## Auszeichnungen (Auszug)
- 1958: Internationale Filmfestspiele von Cannes, Sonderpreis der Jury
- 1958: New York Film Critics Circle Award, Bester fremdsprachiger Film
- 1959: Oscar, Bester fremdsprachiger Film
- 1959: Association Française de la Critique de Cinéma (AFCC) –  Prix Méliès
- Juli 1959: Film des Monats der Evangelischen Filmgilde
- 1960: Premios del Círculo de Escritores Cinematográficos, Bester fremdsprachiger Film